# Cyrtopogon albovarians
Cyrtopogon albovarians là một loài ruồi trong họ Asilidae. Cyrtopogon albovarians được Curran miêu tả năm 1924. Loài này phân bố ở vùng Tân Bắc giới.